# Mariana Wallin
Signe Viola Mariana Wallin, född Larsson 12 oktober 1934 i Tärna församling i Västmanlands län, är en svensk företagare och politiker (folkpartist).
Mariana Wallin var ersättare i riksdagen för Västmanlands läns valkrets hösten 1990. I riksdagen var hon suppleant i trafikutskottet.